# John Harbaugh

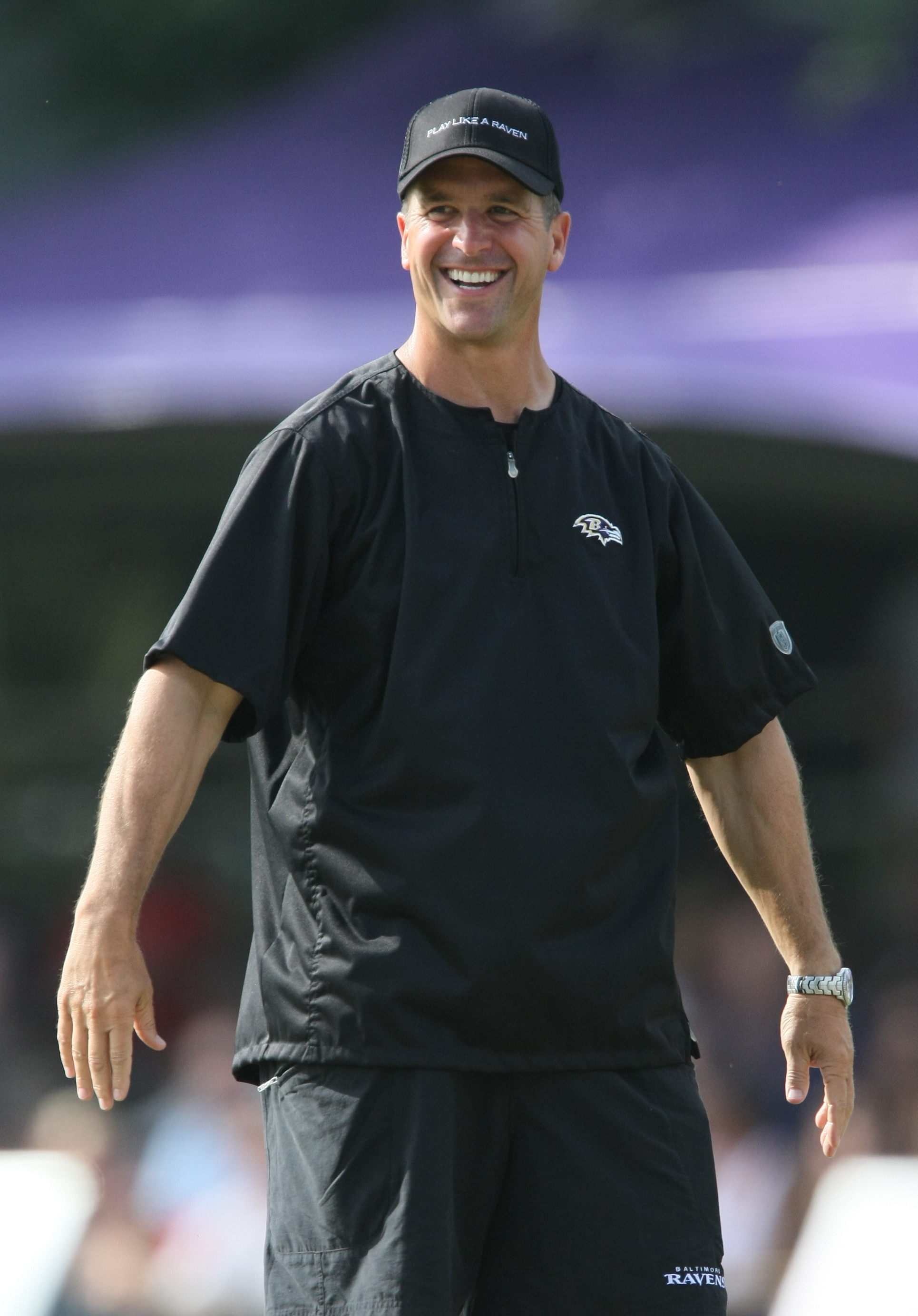
John Harbaugh 2009

John Harbaugh, född i Toledo, Ohio 23 september 1962, är en amerikansk tränare i amerikansk fotboll. Harbaugh är sedan 2008 huvudtränare för Baltimore Ravens i National Football League. Innan Harbaugh fick huvudansvaret för Ravens var han en av de assisterande tränarna för Philadelphia Eagles.
John Harbaughs bror Jim Harbaugh är även han tränare i amerikansk fotboll. Jim Harbaugh är huvudtränare för Michigan Wolverines. De båda brödernas lag möttes i Super Bowl XLVII i februari 2013. Det var första gången ett brödrapar möttes som huvudansvariga för var sitt lag i Super Bowl. Bröderna Harbaugh är även det första brödraparet som lett varsitt lag i NFL.
Under John Harbaughs fem år i ledningen för laget har Baltimore Ravens varje säsong nått slutspelet.